# 소방차 (음악 그룹)
소방차(消防車)는 대한민국의 남성 3인조 댄스 팝 음악 보이 그룹이다.

## 개요
김태형, 이상원, 정원관 등으로 구성되었었다. 일본의 '소년대'를 벤치마킹하여, 일본 아이돌 시스템을 도입한 댄스그룹이다. 원래 그룹 이름은 사시사철 영원한 인기를 누리라는 뜻의 ‘코스모스 위에 나비 앉았네’인데 팀명이 너무 길다는 이유로 밤무대 공연 당시 업소 사장이 즉석에서 지금의 그룹 이름을 지었다.주요곡으로 <그녀에게 전해주오>, <어젯밤 이야기>, <통화중>, <일급 비밀>, <하얀 바람>, <사랑하고 싶어>, <G카페> 등이 있다.
- 1987년 《그녀에게 전해주오》로 데뷔하였다.
- 1988년 이상원이 2집 타이틀곡 《통화중》녹음 후 2주 동안 활동한 뒤[1] 탈퇴하였다.
- 1988년 이상원이  《통화중》녹음 후 2주 동안 활동한 뒤[2] 탈퇴하자  도건우를 영입하여 다른 노래로 활동하였다.
- 1990년 베스트앨범을 끝으로 해체했다.
- 1994년 원년 멤버로 재결성 후 G카페를 발표했다.
- 1996년 5집을 끝으로 완전 해체했다.
- 2005년 두명의 멤버로 다시 재결성했다.
- 2012년 정원관이 재영입됐다.

## 구성원
| 이름   | 소개 |
| ------ | --- |
| 김태형 | - 생년월일: 1962년 11월 6일(62세) - 포지션: 보컬, 안무 - 학력: 인천대학교 전기공학과 - 독립 후 벌거벗은 내 모습을 발표 - 기타: - 가수 데뷔 전 KBS 2TV 《젊음의 행진》이라는 프로그램에서 전속 백댄스팀인 《짝꿍》으로 활약. - 솔로 가수, 작사가, 음반 프로듀서로도 활동하였고 엔터테인먼트 기업을 운영하고 있음. |
| 정원관 | - 생년월일: 1963년 3월 2일(62세) - 포지션: 보컬, 안무 - 학력: 서울 경신고등학교 - 기타: - 가수 데뷔 전 KBS 2TV 《젊음의 행진》이라는 프로그램에서 전속 백댄스팀인 《짝꿍》으로 활약. - 작사가로도 활동하였고 2000년에는 연기자로도 활동하였으며 엔터테인먼트 기업을 운영하고 있음. |
| 이상원 | - 생년월일: 1963년 2월 13일(62세) - 포지션: 보컬, 안무, 래퍼 - 학력: 경기도 성남 계원예술고등학교 연극영화학과 - 기타: - 가수 데뷔 전 KBS 2TV 《젊음의 행진》이라는 프로그램에서 전속 백댄스팀인 《짝꿍》으로 활약. - 1988년 《소방차》에서 탈퇴 - 1989년 《탄생》이라는 곡으로 솔로 가수 데뷔. 《그림자 밟기》 - 1991년 《이상원 2집》 《촛불 앞에서》 - 1993년 댄스 음악 그룹 《잉크》를 결성, 리더로 활동.《그래 이젠》 - 1994년 《잉크》에서 탈퇴하고 《소방차》로 복귀. - 1997년에는 트롯과 댄스 팝 음악의 결합이라는 댄스 트롯 장르를 내걸고 혼성 그룹 《트로트 보이스》를 결성. - 작사가와 음반 디렉터로도 활동하였고 2008년에는 댄스 트롯이라는 장르로 솔로 음반을 발표하기도 하였음. |

### 이전 구성원
| 이름   | 소개 |
| ------ | --- |
| 도건우 | - 생년월일: 1964년 12월 25일(60세) - 포지션: 보컬, 안무 - 학력: 심인고등학교 - 기타: - 가수 데뷔 전 기계 체조 선수로 활동 - 작사가, 레코딩 엔지니어로 활동하였음 |

## 음반 목록
- 소방차 제1집 [그녀에게 전해주오 / 어젯밤 이야기] (1987)
- 소방차 제2집 [통화중 / 일급비밀 / 하얀바람](1988)
- 소방차 제3집 (사랑하고 싶어 / 연애편지) (1989)
- KBS 만화영화 '2020년 우주의 원더키디' (1989)
- 베스트 (1989)
- Again [G카페 / Bye bye] (1995)
- 소방차 제5집 Sobangcha 96 Forever [추남시대 / 1004의 실종] (1996)
- 05 Man's Life [넥타이부대] (2005)

## 방송 출연
- 《쇼 특급》 KBS (1988)
- 《화요일에 만나요》 MBC (1988)
- 《토요일 토요일은 즐거워》 MBC (1988)
- 《야! 일요일이다》 MBC (1988)
- 《젊음의 행진》 KBS (1988)
- 《올림픽 30일전축제》 MBC (1988)
- 《영광 서울코리아》 KBS, MBC (1988)
- 《토요일 토요일은 즐거워 - 무등산 메아리》 MBC (1989)
- 《쟈니윤쇼》 KBS (1989)
- 《88서울 올림픽 1주년 기념공연》 KBS (1989)
- 《연예가중계》 KBS (1990)
- 《토요일 토요일은 즐거워 - 올스타청백전》 MBC (1990)
- 《결정 최고인기가요》 MBC (1993)
- 《일요일 일요일 밤에 - 스타데뷔시절》 MBC (1993)
- 《토요일 7시가 좋다》 KBS (1994)
- 《일요일 일요일 밤에》 - 게스트 (1994)
- 《오늘은 좋은날 - 분장실 25시》 MBC (1995)
- 《코미디 임꺽정》 MBC (1995)
- 《토요일 토요일은 즐거워 - 토토 실험실》 MBC (1995)
- 《심리분석 나》 MBC (1995)
- 《유쾌한 오락회》 MBC (1995)
- 《인기가요 베스트50》 MBC (1995)
- 《95 미스 유니버시티대회》 MBC (1995)
- 《95 하이트진로배 프로축구 개막쇼 및 개막전》 KBS (1995)
- 신춘 폭소 콘테스트 깜짝 표현대회 SBS (1995)
- 가요톱10 KBS (1996)
- 코미디 펀치펀치 - 내가 키워줄께 SBS (1996)
- 서세원의 화요스페셜 KBS (1996)
- 1318 힘을내 MBC (1996)
- 폭소하이스쿨 SBS (1996)
- 토요일 토요일은 즐거워 - 500회 특집 MBC (1996)
- 김혜수 플러스유 SBS (1999)
- 뮤직뱅크 KBS (2005)
- 김승우의 승승장구 KBS (2012)
- 런닝맨 122회 SBS (2012)
- 불후의 명곡 전설을 노래하다 KBS (2012)

## CF
- 빙그레 허리케인(1987)/(1990)
- 해태제과 오예스 (1988)
- 도신산업 말하는 코보트 (1989)
- 대한화성주식회사 썬비 (1989)
- 코니카필름 (1989)
- 동원냉동식품 (1989)
- LG전자 아하 (1988)
- 제제 (1990)
- 삼일제약 부루펜 (1997)

## 수상 경력
- 1988년 골든디스크 인기가수상
- 1988년 KBS 10대가수상
- 1989년 MBC 10대가수상

## 논란
일본그룹 소년대를 베낀 것이 아니냐는 비판을 받기도 했다.
특히 88년 2집에 수록되어 크게 인기를 받았던 "통화중"은 소년대가 86년에 발매한 "Diamond Eyes"와 곡의 구성과 진행을 거의 차용하여 만들었으며, 의상과 춤까지 그대로 따와 당시 쇼비지니스가 태동하던 한국 음악계의 어두운 면을 볼 수 있다. 95년 발표된 4집 타이틀 "G카페" 이 곡은 가요프로 1위 후보까지 오르며 많은 사랑을 받았었지만 일본 쿠와다 케이스케의 "Skipped Beat" 원곡과 유사 하다는 이유로 표절 시비 논란에 휘말렸었다.

## 참고 사항
- 4집 타이틀곡 'G카페'로 한때 1위까지 올랐지만 표절 시비에 휘말려 순위가 떨어져 활동을 접어야 했는데 이 노래의 작곡가[5] 주영훈은 소방차 멤버 정원관의 후임으로 1996년 5월 26일부터 SBS 좋은 친구들 MC를 맡았던 남희석의 뒤를 이어 1999년 10월 31일부터 2000년 10월 22일까지 이 프로그램 공동 진행을 역임했다.

- 댄스가 어마어마했는데 브레이크 댄스와 공중제비를 했다. 특히 멤버 중 정원관은 178cm, 90kg라는 결코 작지 않은 육중한 덩치임에도 공중제비를 깔끔하게 소화해내어 특히 화제가 되었다.